# Ніколас Гесснер
Ніколас Гесснер (угор. Nicolas Gessner; 17 серпня 1931, Сомбатгей, Угорщина — 22 серпня 2023) — угорський та швейцарський кінорежисер, переважно працював у Франції.
Його фільми часто відзначаються вигадливою атмосферою, незвичайним сюжетом та акторським складом. З початку 1980-х Гесснер працював переважно на телебаченні.

## Фільмографія

### Режисер
- 1959 : Інформація в кабіні пілота
- 1965 : Крихкі діаманти[en] (фр. Мільярд за більярдним столом)
- 1967 : Пекінська блондинка[ru] з Мірей Дарк
- 1969 : Один із тринадцяти[ru] — італо-французька екранізація роману Ільфа і Петрова «Дванадцять стільців», оригінальна назва «12 + 1»
- 1971 : Хтось за дверима[en] —  з Чарльзом Бронсоном, мав назви Two Minds For Murder (театральний заголовок) та Brainkill (заголовок для касет)
- 1976 : Дівчинка, що живе в кінці вулиці[ru] — Джоді Фостер отримала премію "Сатурн" за найкращу жіночу роль, а сам фільм став найкращим фільмом жахів року
- 1980 : Два виродки на піску[en]
- 1982 : Герр герр (TV)
- 1984 : Сумний вбивця (TV)
- 1985 : Інтриги (серіал)
- 1987 : Інше життя (TV)
- 1989 : Швидше ока[fr]
- 1989 :  Ночі Теннессі[en]
- 1991 : Швейцарські обличчя (документальний)
- 1993 : Оливковий замок[fr][8]
- 1994 : Чеки в коробці (TV)
- 1997 : Космічний корабель «Земля» (фр. Tous sur orbite !)[9] — широко відомий 52-серійний пізнавальний цикл про астрономію, доступний на Youtube

### Сценарист
- 1965 : Крихкі діаманти[en] (фр. Мільярд за більярдним столом)
- 1967 : Пекінська блондинка[ru]
- 1969 : Один із тринадцяти (12+1)[ru]
- 1971 : Хтось за дверима[en]
- 1984 : Сумний вбивця (TV)
- 1985 : Інтриги (серіал)
- 1989 : Швидше ока[fr]

## Дивись також
Космічний корабель «Земля»: 
Всі ми — пасажири величного і прекрасного зорельота під назвою Земля. Але скільки таємниць, головоломок, легенд і неймовірних чудес знаходиться там, за бортом. Хочете стати Маленьким Принцем, який зумів подружиться зі всією Галактикою? Саме в цьому і є ціль документального серіалу про життя зірок, Сонця, Луни, космосу.
Унікальні кадри, супроводжені розповідями великих вчених, можливо, кардинально змінять наші з вами догадки про те, що відбувається по іншу сторону ілюмінатора космічного корабля Земля. Готові до старту? Політ ризикує бути самим захоплюючим в житті.